# Ryggefjorden (Måsøy)
Ryggefjorden (nordsamisk: Čielgevuotna) er en fjordarm af Kobbefjorden i Måsøy kommune i Troms og Finnmark fylke i Norge. Fjorden har indløb mellem Slottet i nord og Avløysinga i syd og går ti kilometer mod sydvest til Vesterbotnen.
Helt inderst i fjorden ligger et lille fiskevær kaldt Hamna. Ryggefjorden har forholdsvis bratte fjordsider og i hvert «hjørne» i enden af fjorden går to små fjordarmer videre i hver sin retning. Vesterbotnen går mod sydvest, mens Austerbotnen går mod sydøst. Fjorden er 242 meter på det dybeste, et stykke inde i fjorden.